# ブラマヨ吉田のガケっぱち!!
『ブラマヨ吉田のガケっぱち!!』（ブラマヨよしだのガケっぱち）は、2012年からパチ・スロサイトセブンTVで放送されているパチンコ・パチスロ番組。初回放送は毎週月曜日の21:00 - 21:30。YouTubeの「KYORAKU CHANNEL」でも毎週月曜日に更新されている。

## 番組概要
「人生は、パチンコで教わった。」の著者であり、2005年のM-1グランプリチャンピオンであるブラックマヨネーズ吉田と、パチンコライターのヒラヤマンが、ガチで生活に困っている「ガケっぱちゲスト」を迎え、プラス収支を目指して立ち回るパチンコ実践番組。軍資金の限度額を毎回くじで決定し、その軍資金を使い切ると、撮影終了時間までロケに行かなくてはならない。ロケに行く場所は自らが決め、過去には飲食店やバッティングセンターなどでレポートを行ったこともある。♯2では、吉田がホールの近くにある床屋で散髪を行った。
収録は全国各地のホールで行われていたが、♯302に「アミューズPRESENTS」になって以降、パチンコ店アミューズのホールで行われている。

## 出演者
吉田敬（ブラックマヨネーズ）
当番組のメインMC。高校卒業後に難波のパチンコ店で社員として働き、その後2年弱パチンコだけで生計を立てるパチプロをやっていた。その2年間のことを「自分ギャンブル史上最も輝ける2年間でした」と語っている。ガケっぱち‼︎の誕生秘話として、サイトセブンTVの『ういちとヒカルのおもスロいテレビ』を見た吉田が「こういう仕事面白そうだな」と思い、吉本興業のマネージャーに話してみたところ、この番組が始まることになったと語っていた 。また、2011年8月13日に放送された『ブラマヨとゆかいな仲間たち　アツアツっ！』にて、「直近に叶えたい夢は？」というトークテーマになった際、吉田は「パチンコ番組をやりたい」と語っており、その1年後に当番組がスタートした。
ヒラヤマン
とろサーモン久保田をゲストに迎えた♯9からレギュラー出演。♯290から産休に入り、約9か月間休業。休業期間中は様々な女性ライターが2週毎に交代で出演した。♯322で復帰し、その後は不定期出演となっている。過去に何度か必殺技（イナズマPUSHや今だマンなど）を披露したことがあるが、基本的には静かに実践を行い、過去には喋らなすぎてスタッフに怒られたこともあった。当番組で8週連続大当りがなかったことがある。ちなみに、産休明け初めての大当りは『CRぱちんこ冬のソナタ　Remember』での全回転リーチ。

### ガケっぱちゲスト
基本的には吉本興業所属のお笑い芸人がゲストとして出演するが、いそまる、1GAME てつ、ういちなど、パチンコ関連の仕事をしている人がゲスト出演するケースもあった。ゲストは「ガチで生活に困っている人」として紹介するが、FUJIWARAやキングコングの梶原など、芸人として売れている人が出演したこともある。

## 過去に出演したパチンコライター
以下、ガケっぱち‼︎（特別篇を含む）に出演したことのあるパチンコライター。
『パチンコ攻略マガジン』
- ポコ美
- 助六

『パチンコ必勝本CLIMAX』
- 青山りょう
- しおねぇ
- なるみん
- すずか
- くるみん
- 神谷玲子

『パチンコ必勝ガイド』
かおりっきぃ☆
成田ゆうこ
玉ちゃん
『パチンコオリジナル実戦術』
- 桜キュイン
- 政重ゆうき
- 守山有人

フリーランスなど
- 大崎一万発
- ヒロシ・ヤング
- ビワコ
- さやか

## その他の登場人物
こやつタイム
♯1からナレーションを担当しているお笑い芸人。♯193.194ではガケっぱちゲストとして、当時組んでいたお笑いコンビ「おばけザウルス」の相方だった田舎はるみとともに出演。なお、おばけザウルスは2018年5月に解散し、現在はピン芸人として活動している。
ヒラヤマザー
ヒラヤマンの母親。大阪で収録が行われる際、現場に現れることがある。 ♯216で初登場。その回のエンディングトークに参加し、ヒラヤマンを初めてパチンコに連れて行ったときのエピソードを披露した。本人の希望により、顔出しはNGとなっており、登場する際はイラストで顔が隠されている。吉田曰く、見た目はヒラヤマンを少しヤンキーにした感じで、2押し3押しくらいされたら手を出しかねないほど美人とのこと。ヒラヤマンの結婚式の終盤でヒラヤマンと抱き合い、会場の涙を誘った。
ヒラヤマンのおっかけ
ヒラヤマンのおっかけとして映ったファンは複数人いるが、1番映った回数が多かったのは富山県在住の教習所教官の男性。♯23で初登場。♯48ではヒラヤマンに会うのが100回目とのことで、ゼブラ柄の服をプレゼントした。♯50で軍資金を使い切ったヒラヤマンがボウリング場に行き、隣のレーンでボウリングを楽しむ様子が見切れていた。♯68では誕生日が近かったヒラヤマンに、レシピ本と美顔ローラーをプレゼント。また同じ放送回で、結婚を発表した吉田にも「新生児10点セット」をプレゼントした。

## 番組での用語

### イナズマPUSH
当番組では、実践中に吉田が考案した"必殺技"を繰り出すことがあり、その中で最も使用頻度が高いのが「イナズマPUSH」である。イナズマPUSHとは、手に電力を溜め「イナズマ！」と叫びながらボタンを押下する必殺技。♯74 で実践した『CRぱちんこ必殺仕事人　お祭りわっしょい』の「おまつ捕物チャンス」で初披露（結果は大当り）。繰り出す際は、編集で電気が流れているようなエフェクトが入る。♯80からは、失敗したときのエフェクトも入るようになった。イナズマPUSH開始当初は、"稲妻の雷鳴"として手を叩いてからボタン押下していたが、後々稲妻に模した手の動きをしてから押下するようになり、それがベーシックなスタイルとなった。
吉田はイナズマPUSHを会得するまで20年かかったとのこと。また、一度繰り出すのに必要なカロリーは、とんかつ定食1食分。イナズマを繰り出す前日は、電気風呂に入って蓄電すると効果が出やすい。また、食べるものは雷おこしがベスト。台の横にUSBの充電器が付いているホールでは、充電器からイナズマの電力をためることがある。しかし蓄電からのイナズマPUSHの失敗が続いた際「後ろで配線が通ってないんちゃうか！」とクレームをつけた。ごく稀に吉田が落としたはずのイナズマが、近くの貴金属に落ちてしまうことがある。♯75では吉田が発動させたイナズマの電力が、同じシマで実践していたヒラヤマンの指輪に落ちたとのことで「人のイナズマ奪って楽しい？」と、ヒラヤマンにクレームをつけた。♯92の「沖縄初上陸スペシャル」でイナズマPUSHがなかなか決まらなかった際、「沖縄では電力が微妙に違う」と発言していた。吉田曰く、ゲームセンターが併設されたホールでイナズマを乱発させると、電力がおかしくなって太鼓の達人もちょっと早くなってしまい、外の駐車場でイナズマを落とすと、どこかの車の鍵が開いてしまうとのこと。この必殺技を使うようになってから、視聴者からの差し入れのバリエーションが豊富になり、ブラックサンダーや雷おこしなど、イナズマに因んだものが増えた。

#### イナズマPUSH派生技
プチイナズマ
電力弱めのイナズマPUSH。通常のイナズマPUSHと比べて動きに派手さが無く、低い位置からイナズマを落とす。ほぼ同じ必殺技として「ベビーイナズマ」「軽イナズマ」、甘デジ専用の「ミニイナズマ」などがある。
ダブルイナズマ　
両手で落とすイナズマPUSH。ほぼ同じ技として「Vイナズマ」がある。
サンダーアンダギー
沖縄初上陸スペシャルで繰り出した沖縄限定のイナズマPUSH。なお、これとほぼ同じ「サンダーアンダーボム」も含め3回繰り出したが、一度も大当りとはならなかった。
祈りイナズマ
祈りながらイナズマPUSHを繰り出す。見た目は通常のイナズマPUSHと同じ。
イナズマッスル
『CR ぱちんこキン肉マン　夢の超人タッグ編』を実戦した際に繰り出した必殺技。上腕二頭筋でボタンを押下する。
蓄電イナズマ
『パチスロ必殺仕事人』のボタンPUSHでイナズマを繰り出そうとした際、イナズマを落とすだけの高さがなかったため、腕時計にイナズマを落として蓄電させ、その腕時計でボタンを押下した。
伝達イナズマ
『パチスロ必殺仕事人』のボタンPUSHをする際、高さがなかったため、左手→右手とイナズマを伝達させてボタンを押下した。
ブラックバスイナズマ　
滋賀県で実践した際、自身の黒い長財布をブラックバスに見立て、ボタンの上に財布を置きイナズマを落とした。結果は失敗。
イナズマ琵琶湖
滋賀県で実践した際、その日着ていた水色のシャツを琵琶湖に見立て、ボタンの上にシャツを置きイナズマを落とした。結果は大当り。
ティリズマ
2014年に放送された『年末ノリ打ちSP』で繰り出された、2700八十島の「ティリティリPUSH」とのコラボ技。
冬の稲妻　
『CRぱちんこ冬のソナタ　Final』の実践中に繰り出したイナズマPUSH。偶然にも、アリスの名曲「冬の稲妻」と同じ名前となってしまったからか、これだけテロップ表記が漢字になっていた。
茶〜イナズマ　
『CRぱちんこよしもとタウン』の「たむらけんじSPSPリーチ」でのみ繰り出されたイナズマPUSH 。たむらけんじのギャグ「ちゃ〜」とかけて、ペットボトルのお茶でボタンを押下した。リーチ自体の信頼度が低いこともあり、一度も成功することはなかった。
ハートイナズマ
『CRびっくりぱちんこプロポーズ大作戦』の実践時に繰り出したイナズマPUSH 。ハートにイナズマ落としたら、ハートが割れているような形になってしまい、結果としてもハズレとなった。
ULTRAイナズマ
『CRぱちんこウルトラバトル烈伝　戦え！若き最強戦士』を実践した際に繰り出したイナズマPUSH。スペシウム光線のポーズから、右手を下ろしてイナズマを落とす。隣の台で実践していたミサイルマン西代の「ウルトラプッシュ」にインスパイアされて開発された必殺技。
イナズマたーい
福岡県で実践した際に繰り出したイナズマPUSH。名称に博多弁を交えたイナズマだが、見た目は通常のイナズマと全く同じ。
うどんイナズマ
香川県のホールで実戦した際に繰り出したイナズマPUSH。煙草をうどんに見立ててボタンを押下した。
イナズマ出すまでもない
イナズマ出さなくても当たりそうなタイミングで、電力温存のために敢えて「イナズマ出すまでもない」といってボタンを押下する技。類似の技として「ノーイナズマ」というのもある。

#### その他の必殺技
スペースローリング右打ち
右打ち（大当りラウンド開始時）をする際、オーバーなアクションでハンドルを捻る必殺技。♯45で実践した『CRぱちんこ冬のソナタ　Final』の確変中、8連目の16R消化時に初披露。その際、吉田は「ただの右打ちにさえ華がある男」と自称していた。♯387に出演した助六が「ぱちんこAKB48 ワン・ツー・スリー‼︎ フェスティバル」を実践した際、FESTIVAL RUSH チャレンジ開始時にスペースローリング右打ちを行うと、吉田から「STとか右打ちで当たりが欲しいときは『パーン』、スペースローリングは当たった時よ。スペースローリング右打ちは"当たった時の舞"」と指導を受けた。吉田曰く、スペースローリング右打ちは「ホンマは専門学校とか行って教わること」とのこと。また、類似の必殺技として、モンキーターンを彷彿とさせる「モンキー右打ち」というのもある。
パーンッ
右打ち（電サポ開始時）をする際、ストップボタンを力強く弾く必殺技。♯134で実践した「CRぱちんこよしもとタウン」で初披露。その際「これでBIGにもなるし、継続する確率も上がる」と発言していた。吉田曰く「身体中の血液を全部親指に溜めるイメージで気を集め、親指の骨を折るように弾く」とのこと。♯146で『CRぱちんこウルトラバトル烈伝　戦えゼロ！若き最強戦士』を実践した際、確変中に突然時短を引いたタイミングで、間違えて「スペースローリング右打ち」をしてしまい、慌てて「スペースローリングパーンッ」を繰り出した。
ますかけを神様は見ていますか打法
天下取りの相ともいわれている「ますかけ線」が手相にある吉田が、右打ちをする際に手のひらを上に向け、ますかけ線があることを神様にアピールしながら打つ必殺技。2016年に辰巳出版から発売された「ブラマヨ吉田のガケっぱち！！　ベストセレクション」に付いていた「必殺技大全」に掲載されたが、♯39の１回しか披露されていない。なお、その１回は5147玉プラスとなった。
ほぐし打法
吉田が考案した"台をほぐす"ためのオカルト打法。一般的なパチンコ遊技では、最初から1万円札を投入して打ち始める人が多いが、この打法では千円札→5千円札→1万円札の順に投入していく。そうすることで、吉田曰く「台がほぐれて当たりやすくなる」とのこと。基本的に千円札5枚→5千円札1枚→1万円札の順に投入するが、♯27で「1/399のMAXタイプは、千円札10枚くらい使わないとほぐれない」と発言している。ちなみに滋賀県の台は5000円くらいでほぐれるとのこと。また、ヒラヤマンもごく稀にほぐし打法を試みることがある。
先読み大喜び
大当り濃厚ではない激アツ演出が発生した際、大当りより先に喜びを爆発させる必殺技。繰り出した後、本当に大当りしたときには喜んではいけない、という謎のルールがある。ちなみに「ほらね！」という発言をするのもNG。♯162で実践した『CRぱちんこトランスフォーマー』のST中、赤保留が出現した際に初披露（結果は失敗）。もちろんハズレの可能性もあるため、かなり精神力を使う必殺技とのこと。
ウルトラ・スネーク
『CRぱちんこウルトラバトル烈伝　戦えゼロ！若き最強戦士』の台枠上部に設置された「ULTRAレバー」を引く際に繰り出した必殺技。鷲を仕留める大蛇のイメージでレバーを引く。他のULTRAレバーを引く技として「女性のスカートをずり下ろす気持ちで」というのもあったが、最終的にウルトラ・スネークに落ち着いた。なお『CRぱちんこトランスフォーマー』のULTRAレバーを引く際も同じ技が繰り出された。派生技として、小指でレバーを引く「ベイビースネーク」がある。
スクーターおばさん
『CRぱちんこ仮面ライダー　フルスロットル』の役モノのハンドルを捻る際に繰り出す必殺技。内股になって脇締め、姿勢良くハンドルを捻る。他の車の動きは一切気にせず、自分の右を走っている車が左折してきたとしたら、巻き込まれる気マンマンな気持ちでハンドル捻ることがポイント。

### 軍資金を決めるくじ
番組冒頭で軍資金を決めるために引くくじは、基本的に2万円・3万円・FREE の3種類。スペックが1/399のMAXタイプがあった頃は、4万円・5万円のくじも入っていた。くじが入っている箱は、番組開始当初は至って普通の箱だったが、♯102で番組ロゴ付きの箱となった。番組開始当初からFREEのボールは黄色だったが、♯126に突然ピンクに変更。その後、♯143に黄色に戻ったが、♯314に出演した桜キュインが「FREEは金の玉がいいのでは」と提案し、♯318から採用された。♯310からアミューズの店員がくじの箱を持つようになり、その際に店員の紹介も行っている。♯330では収録ホールに併設されている「ローソン岩出大町店」の副店長が箱を持った。初回収録では、FREEではなく「無∞限」と書かれていた。

### ガケっぱち‼︎予選会
『パチンコ必勝本CLIMAX』の付録DVDに収録されることがある動画企画。内容は「ガケっぱち‼︎」のゲスト出演権をかけて、お笑い芸人がパチンコバトルを行うというもの。一般的な差玉バトルではなく、ヒラヤマンが立ち回りや見せ場などを総合的に審査して勝者を決定している。初の予選会勝者は、♯62に出演したマキシマムパーパーサムのつよし。予選会を勝ち上がったゲストの勝率が低い傾向にあることがオープニングトークで話題になったことがあるが、♯70に予選会勝者として出演したまちゃまちゃは『CRぱちんこクロユリ団地』で17連を記録し、当時のガケっぱちゲスト史上最高記録となる差玉プラス23127玉を記録した。
この予選会があることにより、パチンコ必勝本CLIMAXに所属しているライターや、予選会に出場したことのある芸人は、当番組のことを「本戦」と呼ぶことがある。